# Gare de Cires-lès-Mello
La gare de Cires-lès-Mello est une gare ferroviaire française de la ligne de Creil à Beauvais, située sur le territoire de la commune de Cires-lès-Mello, à 300 m du centre-ville et à la même distance du village voisin de Mello, dans le département de l'Oise, en région Hauts-de-France.
Elle est mise en service en 1857 par la Compagnie des chemins de fer du Nord. C'est une gare de la Société nationale des chemins de fer français (SNCF), desservie par des trains TER Hauts-de-France.

## Situation ferroviaire
Établie à 37 m d'altitude, la gare de Cires-lès-Mello est située au point kilométrique (PK) 59,563 de la ligne de Creil à Beauvais, entre les gares de Cramoisy et de Balagny - Saint-Épin.

## Histoire

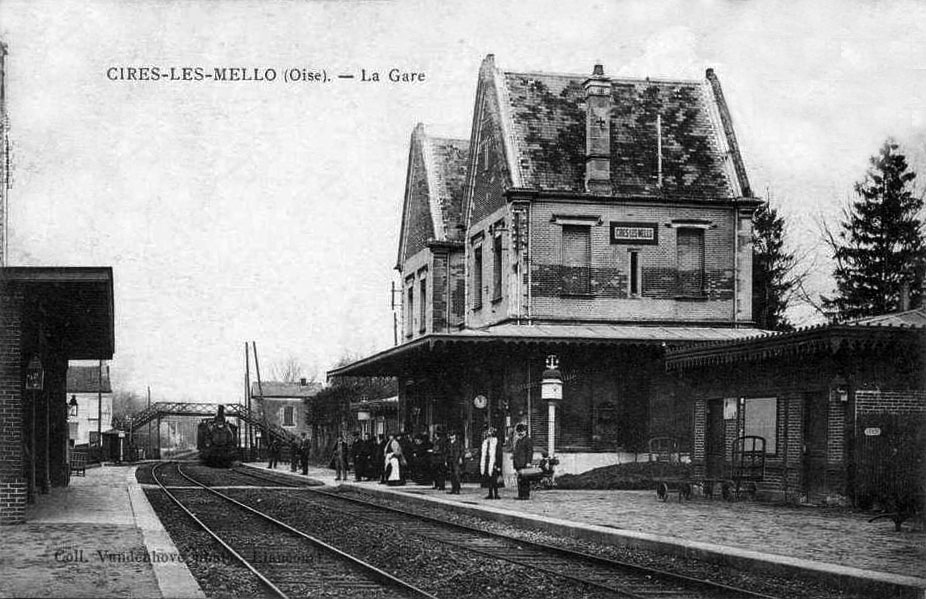
L'intérieur de la gare vers 1900.

Les travaux pour la création de la ligne de Creil à Beauvais sont réalisés par la Compagnie du chemin de fer des Ardennes et de l'Oise, qui l'échange le 17 juin 1857 avec la Compagnie des chemins de fer du Nord. La ligne est inaugurée le 28 juin 1857 ; sa mise en service ainsi que celle de la station de Cires-lès-Mello a lieu le 1er septembre 1857.

## Service des voyageurs

### Accueil

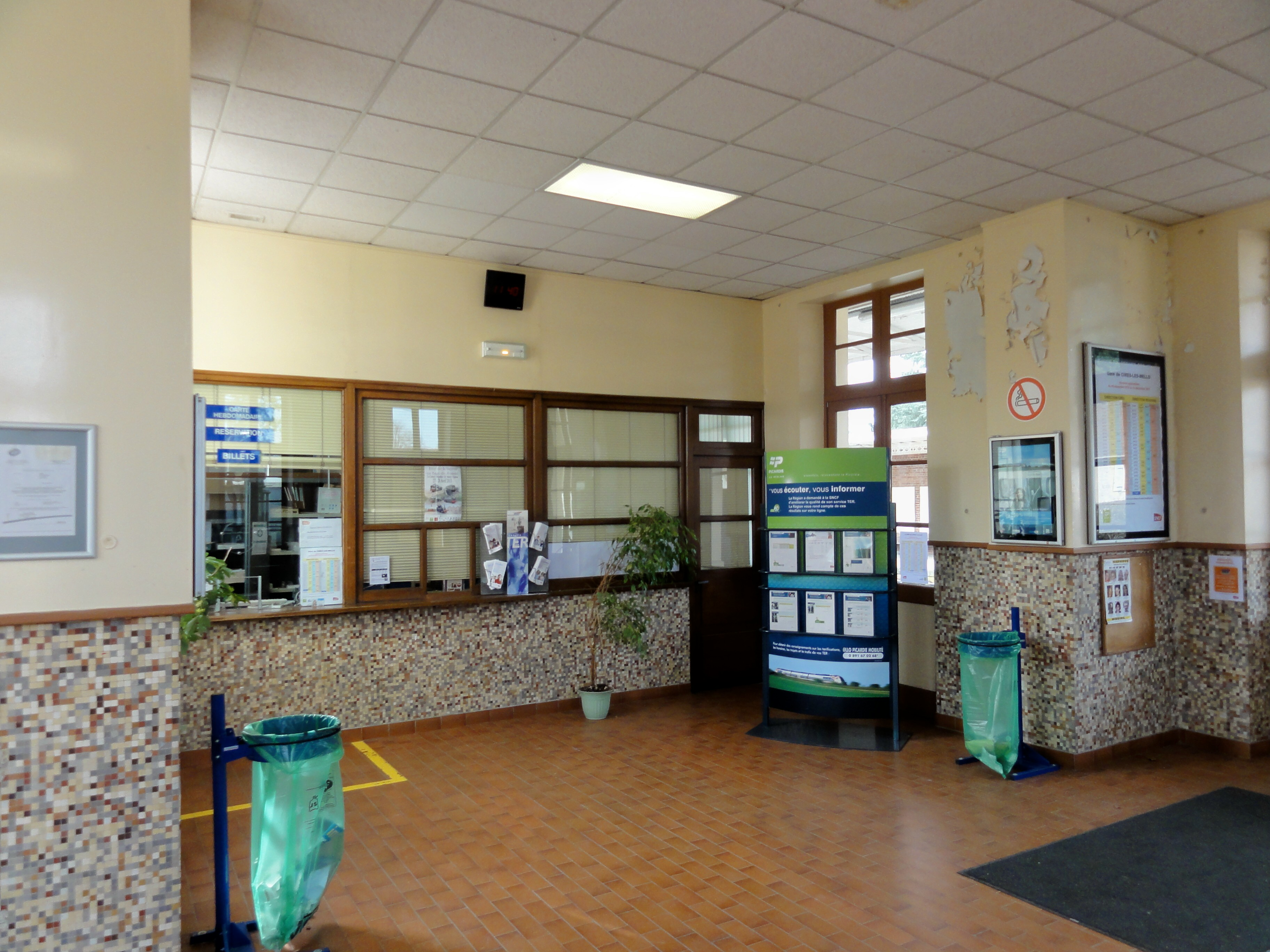
Le guichet.

Gare de la SNCF, elle dispose d'un bâtiment voyageurs, avec guichet, ouvert du lundi au samedi et fermé les dimanches et jours fériés.
Un passage planchéié permet la traversée des voies et la circulation d'un quai à l'autre.

### Desserte
Cires-lès-Mello est desservie par des trains TER Hauts-de-France, qui effectuent des missions entre les gares de Creil et de Beauvais.

### Intermodalité
Un parking gratuit est aménagé à ses abords.
La gare est desservie par les lignes 646, 647, 648, 6202, 6344 et 6345 du réseau interurbain de l'Oise.

## Patrimoine ferroviaire
Le bâtiment voyageurs d’origine est toujours utilisé par la SNCF. À l’origine, il est en tous points identique à celui de la gare d'Hermes - Berthecourt et partage de nombreux points communs avec les gares de Beauvais et de Mouy - Bury, d'autres réalisations de Félix Langlais, l'architecte de la Compagnie des chemins de fer des Ardennes.
Il s'agit d'un bâtiment composé de deux hauts pavillons à étages de deux travées sous bâtière transversale encadrant une aile centrale sans étage sous un toit en bâtière longitudinale. Côté quai, le bâtiment est symétrique et l'aile centrale est en retrait ; côté rue, le pavillon de droite fait saillie par rapport au reste du bâtiment.
Comme à Hermes - Berthecourt, les façades de ces quatre gares étaient à l’origine en brique et en pierre ; la brique apparente a par la suite été recouverte d'imitations de blocs de pierres et toute la façade fut peinte en beige. Le soubassement, les chaînages et corniches harpées, les lucarnes, les seuils et linteaux de fenêtre ainsi que quelques détails ornementaux sont réalisés en pierre. Les cheminées étaient initialement revêtues de pierre. Une marquise métallique (désormais disparue) courait le long de la façade côté quai en se prolongeant sur le mur transversal de gauche ainsi que les deux tiers de la façade côté rue.